# Bolinichthys longipes
Bolinichthys longipes är en fiskart som först beskrevs av Brauer, 1906.  Bolinichthys longipes ingår i släktet Bolinichthys och familjen prickfiskar. Inga underarter finns listade.